# 나카구스쿠성

나카구스쿠성

나카구스쿠성(中城城 나카구스쿠조[*])은 일본 오키나와현 나카가미군 기타나카구스쿠촌과 나카구스쿠촌에 있던 성이다.